# Home Again (альбом Джуди Коллинз)
| Оценки критиков               | Оценки критиков |
| Источник                      | Оценка          |
| ----------------------------- | --------------- |
| AllMusic                      | [ 1 ]           |
| Encyclopedia of Popular Music | [ 2 ]           |

Home Again — пятнадцатый студийный альбом американской певицы Джуди Коллинз, выпущенный в 1984 году на лейбле Elektra Records.

## Об альбоме
После провалов предыдущих альбомов Elektra Records предпринимает новую попытку встроить Джуди Коллинз в мейнстримную музыку. Для этого он нанимает продюсеров Дейва Грусина и Ларри Розен, а на альбоме не используются народные или песни классических авторов. Открывающей альбом песней стала кавер-версия песни группы Yazoo «Only You», также на альбоме есть две песни авторства Коллинз «Shoot First» и «The Best is Yet To Come».
Релиз альбома был намечен на конец 1983 года, однако планы изменились, ввиду того, что лейбл не видел в альбоме хит-сингла. Глава лейбла Брюс Лундвалль предложил Коллинз записать дуэт с Т. Дж. Шепардом, авторами трека стали Джерри Гоффин и Майкл Массер, запись пришлась на лето 1984 года. Он был выпущен в сентябре и смог достичь 42 места в чарте Adult Contemporary. Примерно тогда же был выпущен сам альбом, однако впервые с 1963 года певица не попала в альбомный чарт. В итоге Коллинз ушла из Elektra Records.

## Отзывы критиков
Аланна Нэш из Stereo Review заявила, что даже если вы давний поклонник Джуди Коллинз, вам, возможно, придется немного потрудиться, чтобы насладиться этим альбомом, и что он больше не слышит от неё ни особой эмоциональной вовлеченности, ни чего-либо особо интересного в музыкальном плане.

## Список композиций
| №  | Название                   | Автор(ы)                | Длительность |
| -- | -------------------------- | ----------------------- | ------------ |
| 1. | «Only You»                 | Винс Кларк              | 3:22         |
| 2. | «Sweetheart on Parade»     | Элтон Джон, Гэри Осборн | 4:42         |
| 3. | «Everybody Works in China» | Генри Гросс             | 4:24         |
| 4. | «Yellow Kimono»            | Грэхем Лайл             | 4:58         |
| 5. | «From Where I Stand»       | Аманда Макбрум          | 3:36         |

| №  | Название                  | Автор(ы)                    | Длительность |
| -- | ------------------------- | --------------------------- | ------------ |
| 1. | «Home Again»              | Джерри Гоффин, Майкл Массер | 3:36         |
| 2. | «Shoot First»             | Джуди Коллинз               | 6:10         |
| 3. | «Don't Say Love»          | Рэнди Гудрам, Брент Мэйер   | 4:10         |
| 4. | «Dream On»                | Джуди Коллинз               | 4:23         |
| 5. | «The Best is Yet To Come» | Клиффорд Уорд               | 2:42         |